# Осипов, Вячеслав Константинович
Вячеслав Константинович Осипов (29 августа 1937, Кабаево, Мордовская АССР — 19 декабря 2012) — депутат Государственной думы V и VI созывов от партии «Единая Россия».
Заместитель председателя Комитета по науке и наукоемким технологиям.

## Биография
Родился 29 августа 1937 года в селе Кабаево Мордовской АССР.
В 1959 году закончил Харьковский политехнический институт им. В. И. Ленина.
В 1970-80-х годах он участвовал в разработке цифровой аппаратуры систем управления боевыми ракетными комплексами.
До 2007 года работал в Саранске заместителем директора государственного предприятия «Дирекция по реализации республиканской целевой программы развития Республики Мордовия».

### Государственная дума
5 созыв
2 декабря 2007 года состоялись выборы в Государственную думу 5 созыва, проводившиеся по пропорциональной системе (по партийным спискам). Вячеслав Осипов был выдвинут в составе списка партии «Единая Россия» в региональной группе (Республика Мордовия) по номером 6. По итогам голосования получил мандат депутата. Состоял во фракции «Единая Россия». Был заместителем председателя комитета Госдумы по науке и наукоемким технологиям.
6 созыв
4 декабря 2011 года состоялись выборы в Государственную думу 6 созыва, проводившиеся по пропорциональной системе (по партийным спискам). 74-летний Вячеслав Осипов был выдвинут в составе списка партии «Единая Россия» в региональной группе № 13 (Республика Мордовия) по номером 2 (после главы республики Н. И. Меркушкина). По итогам голосования региональная группа № 13 списка кандидатов от «Единой России» получила 4 мандата, один из которых ЦИК передал Осипову. Состоял во фракции «Единая Россия». 
19 декабря 2012 года скончался после продолжительной болезни. Уже после смерти депутата его карточкой проголосовали за «закон имени Димы Яковлева». После этого дума почтила память коллеги минутой молчания. Указом Президента от 29 декабря 2012 года награждён медалью ордена «За заслуги перед Отечеством» II степени. Несмотря на то, что Указ был подписан уже после смерти Осипова, в нём отсутствует слово «посмертно».
Депутатский мандат Осипова ЦИК РФ 16 января 2013 года передал вице-президенту «Всероссийского общества слепых» Владимиру Вшивцеву, баллотировавшегося в группе №52 Московская область.

## Собственность и доходы
По информации газеты «Ведомости», в Испании Осипову принадлежит домовладение общей площадью 163 м².